# Змінені
Змінені  (англ. Altered) — американський науково-фантастичний фільм жахів 2006 року. Режисер Едуардо Санчес; сценарій Джеймі Неша.

## Про фільм
П'ятнадцять років тому життя групи людей назавжди змінилися дивною подією. Тепер та сама група чоловіків проведе ніч разом.
Четверо чоловіків викрадають інопланетянина, плануючи помститися видам-загарбникам. Назавжди травмовані роботою наукових об'єктів ворожих інопланетних створінь, ті, хто пережив викрадення інопланетянами прочісують ліси — місце їх зникнення. Вони озброєні до зубів, у пошуках кривдників.
Поранивши жорстокого інопланетянина в лісі, троє тягнуть вмираючого чужинця до будинку відлюдника. Чоловіки барикадуються там і готуються до найгіршого.

## Знімались
| Актор             | Роль   |
| ----------------- | ------ |
| Адам Кауфман      | Ваятт  |
| Бред Вільям Генке | Дюк    |
| Майкл Вільямс     | Отіс   |
| Джеймс Геммон     | Шериф  |
| Джо Ангер         | Таун   |
| Едуардо Санчес    | Мангер |